# Rostroculodes hanseni
Rostroculodes hanseni är en kräftdjursart som först beskrevs av Stebbing 1894.  Rostroculodes hanseni ingår i släktet Rostroculodes och familjen Oedicerotidae. Inga underarter finns listade i Catalogue of Life.